# 아베 마사노리 (축구 선수)
아베 마사노리(일본어: 阿部 正紀, 1991년 12월 25일 ~ )는 일본의 전 축구 선수이다.

## 구단 경력
그는 2014년부터 2019년까지 J리그의 FC 기후에서 활동하였다.